# Bruno Flashar
Bruno Flashar (* 5. Juni 1887 in München; † 5. März 1961 ebenda) war ein deutscher Maler.

## Leben
Flashar war der Sohn eines Münchner Kunstmalers. Er studierte seit dem 28. Oktober 1904 an der Königlichen Akademie der Künste in München bei Gabriel von Hackl, Carl von Marr und Ludwig von Löfftz.
Nach dem Studium war er in München als Landschafts-, Genre- und Stilllebenmaler tätig. Er war Mitglied des Reichsverbandes Bildender Künstler Deutschlands, der Münchner Künstlergenossenschaft, des Münchner Künstlerbundes und in der Zeit des Nationalsozialismus der Reichskammer der bildenden Künste. Für diese Zeit ist seine Teilnahme an 16 Gruppenausstellungen sicher belegt, darunter von 1938 bis 1944 alle Großen Deutschen Kunstausstellungen in München. Er zeigte dort Blumen- und Landschaftsbilder, von denen u. a. Hitler, Hermann Esser und das Wirtschafts-Verwaltungs-Hauptamt beim Reichsführer SS je eines erwarben.